# Dekemhare
Cet article concerne une ville de l'Érythrée. Pour le district du même nom, voir Dekemhare (district).
Dekemhare (ou Decamere) est une ville d'Érythrée, située dans la région du Debub. Elle est la capitale du district de Dekemhare. La ville compte en 2004 prÈs de 11 000 habitants .
Dekemhare se situe à une trentaine de kilomètres au sud-est de la capitale, Asmara.

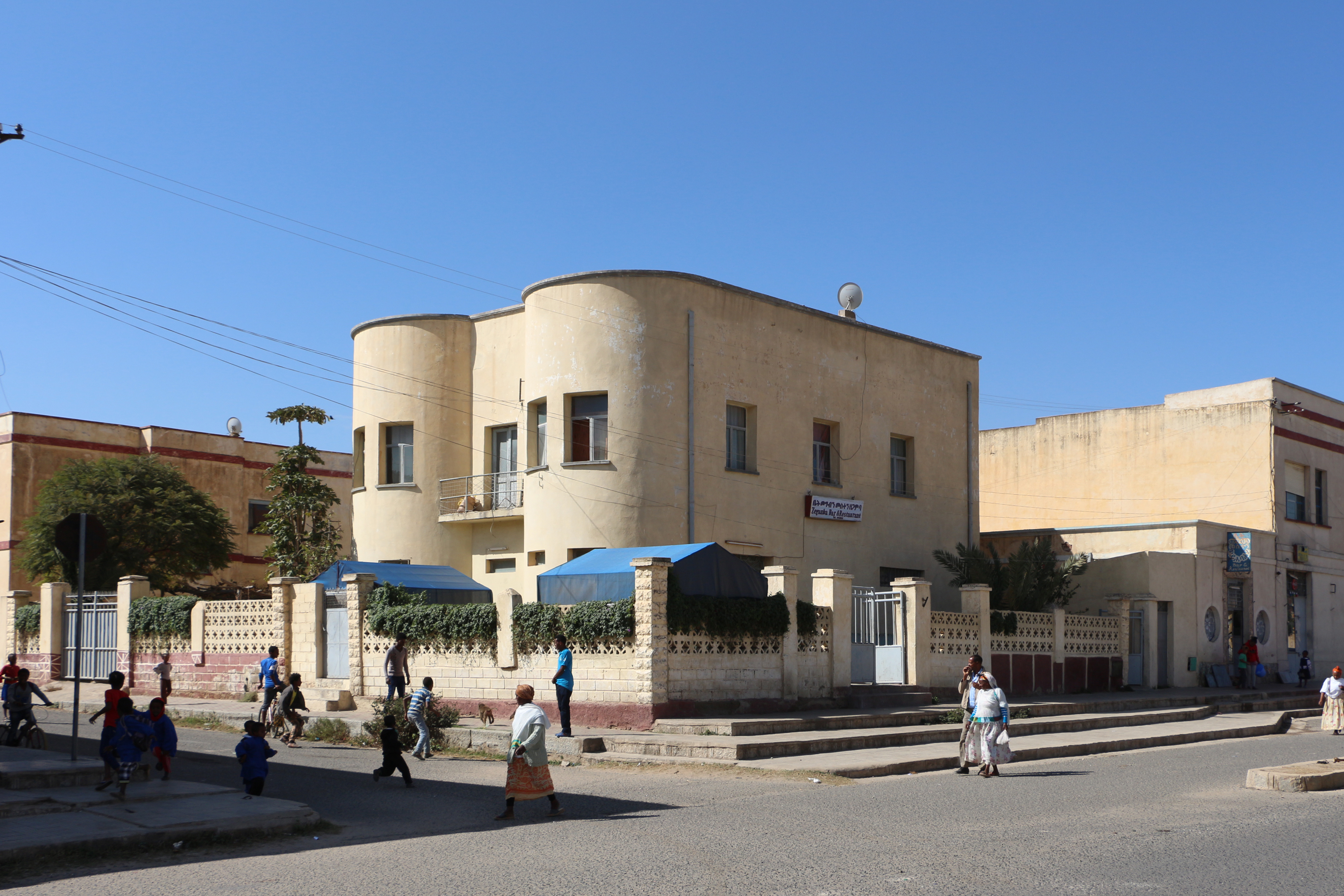
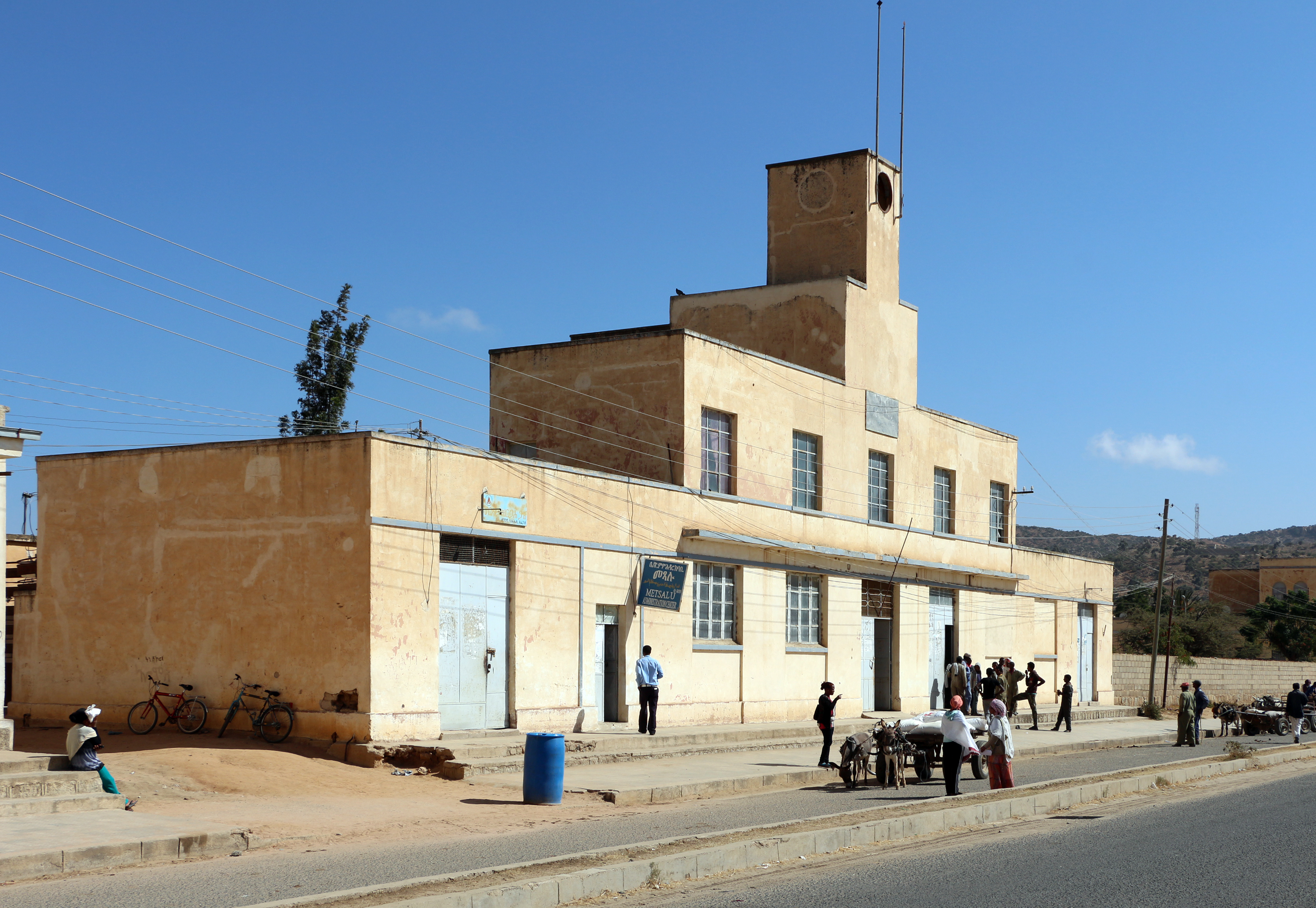
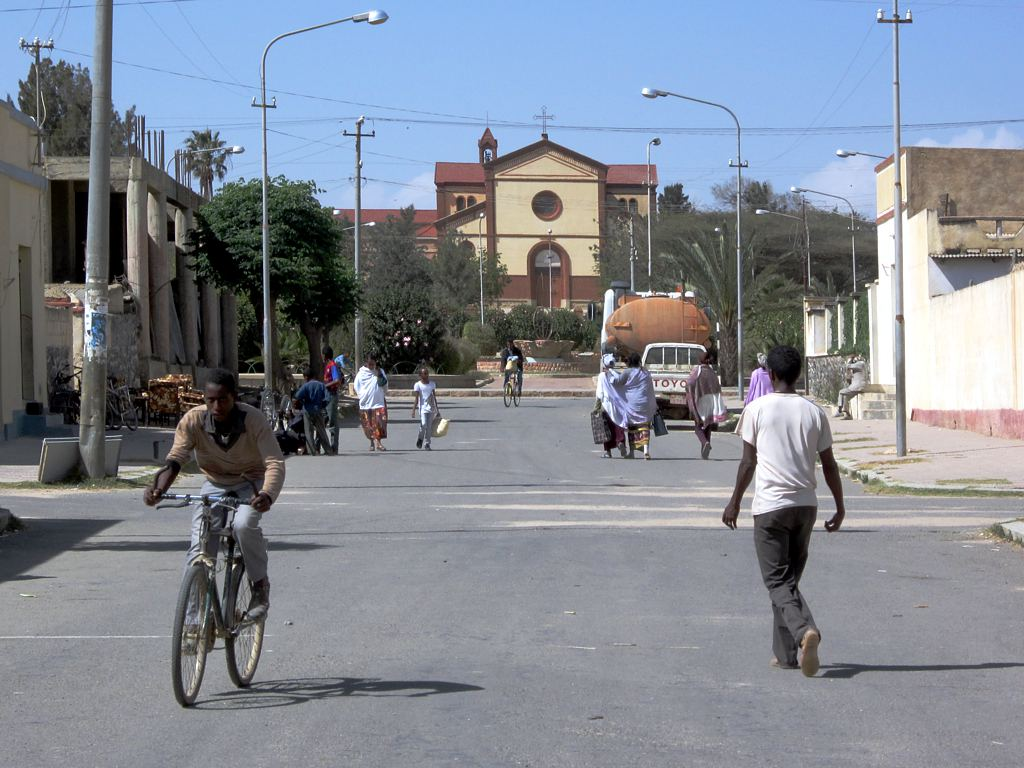